# ジェニファー・ジェイソン・リー
ジェニファー・ジェイソン・リー（Jennifer Jason Leigh, 本名: Jennifer Lee Morrow, 1962年2月5日 - ）は、アメリカ合衆国の女優。カリフォルニア州ロサンゼルス市ハリウッド出身。

## 生い立ち
父親は俳優のヴィック・モロー、母親は女優で脚本家のバーバラ・ターナー。両親共にユダヤ系。姉のケリーはプロデューサーになった。父親の違う姉妹であるミナも女優。

## キャリア

### 女優として
子供の頃から端役で映画に出ていたが、ティーンエイジャーになって本格的に演技の勉強を始めた。
1980年に『他人の眼』で映画デビュー。役柄ごとに徹底的にリサーチすることで知られる。
1990年に出演した『ブルックリン最終出口』『マイアミ・ブルース』の2作品で、役柄のかなり異なった娼婦役を演じ、ニューヨーク映画批評家協会賞助演女優賞及びボストン映画批評家協会賞助演女優賞を受賞する。
1994年には『ミセス・パーカー/ジャズエイジの華』では第29回全米映画批評家協会賞と第7回シカゴ映画批評家協会賞で主演女優賞を受賞したほか、ゴールデングローブ賞主演女優賞 (ドラマ部門)にノミネートされる。
1995年公開作品『黙秘』では名女優キャシー・ベイツと互角に渡り合う演技を見せた。
2015年、クエンティン・タランティーノ監督の西部劇『ヘイトフル・エイト』で連行される罪人役を演じ、アカデミー助演女優賞にノミネートされる。

### 監督・脚本家として
2001年公開の『アニバーサリーの夜に』では、俳優のアラン・カミングと共同で監督・脚本も手掛け、第54回カンヌ国際映画祭ある視点部門に出品され、インディペンデント・スピリット賞にもノミネートされる。

## 私生活
夫は映画監督ノア・バームバック。2010年には離婚を申請しているとの報道があり、2013年に離婚。

## 主な出演作品

### 映画
| 公開年 | 邦題 原題                                                            | 役名                               | 備考 |
| ------ | -------------------------------------------------------------------- | ---------------------------------- | --- |
| 1980年 | エンジェル・シティ Angel City                                        | クリスティ                         | テレビ映画 |
| 1981年 | 他人の眼 Eyes of a Stranger                                          | トレイシー・ハリス                 | |
| 1981年 | 誰がウェブスターを殺したか The Killing of Randy Webster              | キャシー・パウエル                 | テレビ映画 |
| 1982年 | シークレット・レンズ Wrong Is Right                                  | 少女                               | |
| 1982年 | 初体験/リッジモント・ハイ Fast Times at Ridgemont High               | ステイシー・ハミルトン             | |
| 1983年 | イージー・マネー/一獲千金 Easy Money                                 | アリソン                           | |
| 1983年 | 大阪殴り込み作戦 Girls of the White Orchid                           | キャロル                           | テレビ映画 |
| 1984年 | グランドビューU.S.A. Grandview, U.S.A.                               | キャンディ・ウェブスター           | |
| 1985年 | グレート・ウォリアーズ/欲望の剣 Flesh & blood                        | アグネス                           | |
| 1986年 | ヒッチャー The Hitcher                                               | ナッシュ                           | |
| 1986年 | メンズクラブ/真夜中の情事 The Men's Club                             | Teensy                             | |
| 1987年 | 地獄のシスター Sister Sister                                         | Lucy Bonnard                       | |
| 1987年 | アンダーカバー/私服刑事 Under Cover                                  | Tanille Lareoux                    | |
| 1988年 | ハート・オブ・ミッドナイト Heart of Midnight                         | キャロル                           | |
| 1988年 | ケビン・ベーコンの ハリウッドに挑戦!! The Big Picture                | リディア・ジョンソン               | |
| 1989年 | ブルックリン最終出口 Last Exit to Brooklyn                           | トララ                             | ニューヨーク映画批評家協会賞助演女優賞受賞 ボストン映画批評家協会賞助演女優賞受賞 |
| 1990年 | マイアミ・ブルース Miami Blues                                       | スージー                           | ニューヨーク映画批評家協会賞助演女優賞受賞 ボストン映画批評家協会賞助演女優賞受賞 |
| 1990年 | 悪女の構図 Buried Alive                                              | ジョアンナ・グッドマン             | テレビ映画 |
| 1991年 | バックドラフト Backdraft                                             | ジェニファー                       | |
| 1991年 | ねじれた家族 Crooked Hearts                                          | マリエット・ホフマン               | |
| 1991年 | ラッシュ Rush                                                        | クリステン・ケイツ                 | |
| 1992年 | ルームメイト Single White Female                                     | ヘドラ・カールソン                 | |
| 1993年 | ショート・カッツ Short Cuts                                          | ロイス                             | |
| 1994年 | 未来は今 The Hudsucker Proxy                                         | エイミー・アーチャー               | |
| 1994年 | ミセス・パーカー/ジャズエイジの華 Mrs. Parker and the Vicious Circle | ドロシー・パーカー                 | ゴールデングローブ賞主演女優賞 (ドラマ部門) 全米映画批評家協会賞主演女優賞受賞 インディペンデント・スピリット賞主演女優賞ノミネート シカゴ映画批評家協会賞主演女優賞受賞 |
| 1995年 | 黙秘 Dolores Claiborne                                               | セリーナ・セントジョージ           | |
| 1995年 | ジョージア Georgia                                                   | サディ・フラッド                   | 製作・出演 ニューヨーク映画批評家協会賞主演女優賞受賞 インディペンデント・スピリット賞主演女優賞ノミネート |
| 1996年 | カンザス・シティ Kansas City                                         | ブロンディ・オハラ                 | |
| 1996年 | 冷たい一瞬（とき）を抱いて Bastard Out of Carolina                   | アニー・ボートライト               | |
| 1997年 | シークレット/嵐の夜に A Thousand Acres                               | キャロライン・クック               | |
| 1998年 | ガルフ・ウォー Thanks of a Grateful Nation                           | テリ・スモール                     | テレビ映画 |
| 1999年 | イグジステンズ eXistenZ                                              | アレグラ・ゲラー                   | |
| 2000年 | キング・イズ・アライヴ The King Is Alive                             | ジーナ                             | 東京国際映画祭女優賞受賞 |
| 2000年 | 誘惑の接吻 Skipped Parts                                             | リディア・キャラハン               | 共同製作・出演 |
| 2001年 | アニバーサリーの夜に The Anniversary Party                           | サリー                             | 監督・脚本・出演 インディペンデント・スピリット賞第1回作品賞・第1回脚本賞ノミネート |
| 2002年 | クロスオーバー ふたりの女 Crossed Over                               | カーラ・フェイ・タッカー           | テレビ映画 |
| 2002年 | ロード・トゥ・パーディション Road to Perdition                       | アニー・サリヴァン                 | |
| 2003年 | イン・ザ・カット In the Cut                                          | ポーリーン                         | |
| 2004年 | マシニスト El Maquinista                                             | スティーヴィー                     | |
| 2004年 | おわらない物語 アビバの場合 Palindromes                              | マーク・アビバ                     | |
| 2005年 | ジャケット The Jacket                                                | ベス・ロレンソン                   | |
| 2005年 | スキャンダルの天才 Rag Tale                                          | メアリー・ジョセフィーン・モートン | |
| 2007年 | マーゴット・ウェディング Margot at the Wedding                       | ポーリーン                         | |
| 2008年 | 脳内ニューヨーク Synecdoche, New York                                | マリア                             | |
| 2010年 | ベン・スティラー 人生は最悪だ! Greenberg                             | ベス                               | 原案・出演・製作 |
| 2013年 | いま、輝くときに The Spectacular Now                                 | サラ                               | |
| 2013年 | キル・ユア・ダーリン Kill Your Darlings                              | ナオミ・ギンズバーグ               | |
| 2015年 | アノマリサ Anomalisa                                                 | リサ・ヘッセルマン                 | 声の出演 インディペンデント・スピリット賞助演女優賞ノミネート |
| 2015年 | ヘイトフル・エイト The Hateful Eight                                 | デイジー・ドメルグ                 | アカデミー助演女優賞ノミネート 英国アカデミー賞 助演女優賞ノミネート ゴールデングローブ賞助演女優賞ノミネート クリティクス・チョイス・アワード助演女優賞ノミネート ナショナル・ボード・オブ・レビュー賞助演女優賞受賞 ノーステキサス映画批評家協会賞助演女優賞受賞 サンディエゴ映画批評家協会賞助演女優賞受賞 |
| 2016年 | モーガン プロトタイプL-9 Morgan                                      | キャシー・グリフ                   | |
| 2016年 | LBJ ケネディの意志を継いだ男 LBJ                                     | レディ・バード・ジョンソン         | |
| 2017年 | グッド・タイム Good Time                                             | コリー                             | |
| 2017年 | アミティヴィル:ジ・アウェイクニング Amityville: The Awakening        | ジョーン                           | |
| 2018年 | アナイアレイション -全滅領域- Annihilation                           | 心理学者                           | |
| 2018年 | ホワイト・ボーイ・リック White Boy Rick                              | アレックス・スナイダー捜査官       | |
| 2020年 | ポゼッサー Possessor                                                 | ガーダー                           | |
| 2021年 | AWAKE/アウェイク Awake                                               | マーフィー少佐                     | Netflixオリジナル映画 |

### テレビシリーズ
| 放映年          | 邦題 原題                              | 役名                       | 備考                |
| --------------- | -------------------------------------- | -------------------------- | ------------------- |
| 2009年 - 2012年 | Weeds ママの秘密 Weeds                 | ジル                       | 16エピソード        |
| 2012年          | リベンジ Revenge                       | カーラ・ウォレス・クラーク | 7エピソード         |
| 2017年          | ツイン・ピークス Twin Peaks            | シャンタル・ハッチンス     | 6エピソード         |
| 2017年 -        | ユニークライフ Atypical                | エルサ・ガードナー         | 18エピソード 兼製作 |
| 2018年          | パトリック・メルローズ Patrick Melrose | エレノア・メルローズ       | 5エピソード         |
| 2023年          | ファーゴ Fargo                         | ロレイン・ライオン         | シーズン5           |

## 参照
1. ↑  “Jennifer Jason Leigh Biography (1962-)”. filmreference.com. 2008年2月13日閲覧。
2. ↑  Bloom, Nate (2007年11月22日). “Interfaith Celebrities: Santa’s Jewish Family, and Margot at the Wedding’s Near-Minyan”. InterfaithFamily.com
3. ↑  “ジェニファー・ジェイソン・リーの魅力に迫る【ヘイトフル・エイトの紅一点】”. ciatr. (2016年12月18日) 2016年3月1日閲覧。
4. ↑  National Society of Film Critics
5. ↑  Mrs. Parker and the Vicious Circle - Awards - IMDb
6. ↑  “Oscar Nominees for Best Actress in Supporting Role”. 2016年3月1日閲覧。
7. ↑  Carter, Kelly (2005年9月27日). “Jennifer Jason Leigh, Director Baumbach Wed”. People
8. ↑  “『ロード・トゥ・パーディション』ジェニファー・ジェイソン・リー、離婚決意！理由は「和解しがたい不和」”. シネマトゥデイ. (2010年11月26日) 2012年12月5日閲覧。